# Prepona phoebus
Prepona phoebus är en fjärilsart som beskrevs av Jean Baptiste Boisduval 1870. Prepona phoebus ingår i släktet Prepona och familjen praktfjärilar. Inga underarter finns listade i Catalogue of Life.